# 秋田市立山谷小学校
秋田市立山谷小学校（あきたしりつ やまやしょうがっこう）は、秋田県秋田市太平山谷にあった公立小学校。学校区は、秋田市東部、おおむね、太平川上流域となっていた。

## 概要
1878年創設の伝統校。太平山谷、太平黒沢などを学区としていた。ほとんどの生徒が、秋田市立太平中学校に進学していた。太平山が間近に見え、毎年写生大会が開かれていた。自然あふれる環境で、学校のそばに栗の木があり、給食にも出されていた。また、4年生になると、伝統の舞番楽の練習をしていた。5年生の大森山宿泊研修、6年生の修学旅行は、秋田市立太平小学校と合同で行っていた。2012年に閉校したが、校舎跡地は地域の中心施設として現在も活用されている。
- 敷地面積：m2
- 校舎面積：m2
- 屋内運動場面積：m2
- 屋外運動場面積：m2

## 沿革
以下、注釈の無い項目は学校の公式サイトの情報によるもの。
- 1878年 - 現在の太平黒沢字野崎に、東嶺小学校として創立。
- 1882年 - 太平尋常小学校東嶺分校と改称。
- 1887年 - 太平尋常小学校山谷分校と改称。
- 1892年 - 山谷尋常小学校と改称。
- 1941年 - 太平村立山谷国民学校と改称。
- 1947年 - 太平村立山谷小学校と改称。
- 1954年 - 秋田市立山谷小学校と改称。
- 1978年 - 創立百周年。体育館竣工。
- 1982年 - 新校舎落成記念式典。
- 1987年 - 学校給食優良校県教育長表彰、文部大臣表彰受賞。
- 1995年 - 山谷番楽ヒューマンシティー秋田賞受賞。
- 1995年 - 創立100周年記念式典挙行。
- 1998年 - 創立百二十周年を迎える
- 2012年 - 秋田市立太平小学校に吸収され閉校。

## 校章
- 校章のページを参照。
- とちのきの葉 とちのきを学校の木として大切にしている
- 3つの輪 知恵、愛情、勇気、円満な人格の形成、父母、教師、子ども平和な学校
- 3つの矢羽 秋田市のマーク「矢留」とYAMAYAの「Y」

## 部活動
- 山谷番楽

## 主な進学先
- 秋田市立太平中学校

## 最寄駅
- 秋田駅

## アクセス
- 秋田中央交通太平線中山谷下車徒歩2分

## ギャラリー

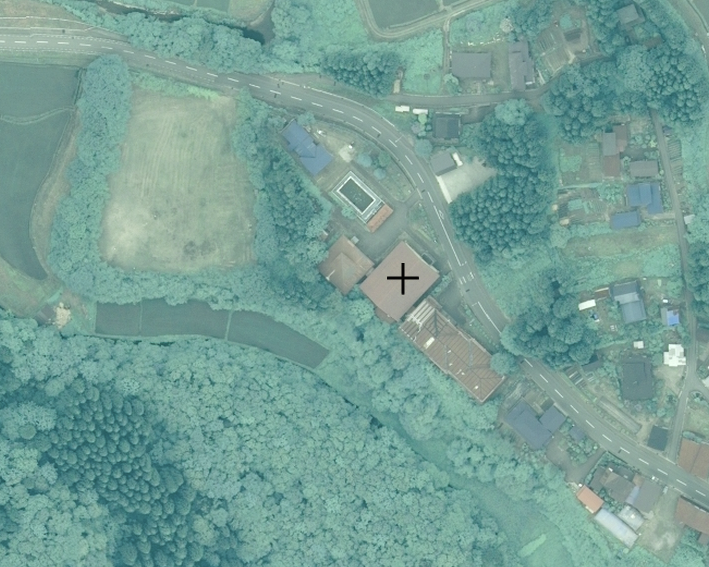
2018年撮影の山谷小学校跡